# Farhad Mehrad
Farhad Mehrad, född 20 januari 1943 i Teheran, död 31 augusti 2002 i Paris, var en persisk rockmusiker, låtskrivare, pianist och gitarrist. Han var en berömd rock- och folkmusiker i Iran före Iranska revolutionen. Efter revolutionen förbjöds Farhads musik i Iran under 10 år. Det var också musiken som ledde till att han blev politiskt fängslad i Iran under 1970-talet. Hans nästa konsert hölls först 1997 i USA.[källa behövs]